# Ester Matte Alessandri
Ester Matte Alessandri (Santiago de Chile, 17 de febrero de 1920-1997) fue una poeta chilena, animadora de la vida cultural de mediados del siglo XX.

## Familia y estudios
Nació en Santiago de Chile el 17 de febrero de 1920, hija del político Arturo Matte Larraín, militante del (Partido Liberal y candidato a la presidencia de la República en la elección presidencial de 1952, y de Rosa Esther Alessandri Rodríguez, hija del presidente de Chile Arturo Alessandri Palma (1920-1925 y 1932-1938).
Realizó sus estudios primarios y secundarios en el Colegio de Los Sagrados Corazones de las Monjas Francesas, en el Liceo N.º 1, y en el Colegio Jeanne D'Arc. Continuó los superiores en el Instituto Pedagógico de la Universidad de Chile.
Estuvo casada en cuatro ocasiones, con José Pedro Ureta Casanova, Raimundo Chaigneau, Jaime Barrientos y Leonard Kornfeld Kohn, teniendo descendencia solo con este último: Rosa Kornfeld Matte, profesora y gerontóloga, quien fuera directora nacional del Servicio Nacional del Adulto Mayor (Senama) de su país, actuando bajo el primer gobierno del presidente Sebastián Piñera.

## Vida artística
En sus tertulias participaban personalidades como Ricardo Latcham, Teruca Hamel, Luis Durand, Carmen Ábalos, Mariano Latorre, Humberto Díaz Casanueva y Juan Uribe Echeverría. Difundió a los jóvenes literatos de su tiempo, fundó la revista Extremo Sur y fue determinante en el posicionamiento de la Sociedad de Escritores de Chile (SECh).
En el ámbito político, tuvo fuertes convicciones de izquierda y, tal como su hermano Arturo Matte Alessandri, el fundador de la Editorial Universitaria de la Universidad de Chile, ayudó incansablemente a los escritores chilenos antes y durante la dictadura militar del general Pinochet.
Desde 2013, la Academia Chilena de Literatura Infantil-Juvenil (ACHLI) entrega la «Orden al Mérito Ester Matte Alessandri» a quienes destaquen con «su valiosa contribución al fomento de la creación literaria, el libro y la lectura en jóvenes y niños».

## Publicaciones
Libros de cuentos
- La hiedra (1958)
- Otro capítulo (1963)
- El rodeo y otros cuentos (1983)

Libros de poesía
- Desde el abismo (1969)
- Las leyes del viento (1977), que recibió el Premio de la Academia Chilena de la Lengua en 1978
- Cartas a Tatiana (1981)
- Leve pasar (1994)

Autobiografía
- ¿Quién soy? en Quién es quién en las letras chilenas (1980)